# Club Deportivo Quintero Unido
El Club Deportivo Quintero Unido es un club de fútbol de Chile, con sede en la ciudad de Quintero, Región de Valparaíso. Fue fundado el 10 de junio de 1962 en la Base Aérea de Quintero con el nombre de «Deportivo Aviación Sección Infantil y Juvenil», con el objetivo de surtir de jugadores al primer equipo de Deportes Aviación, club de la Fuerza Aérea de Chile. A partir de la temporada 2025 jugará en la Tercera División A de Chile.

## Historia

### Fundación y primeros años
El club se fundó en la Base Aérea de Quintero el 10 de junio de 1962 con el nombre de «Deportivo Aviación Sección Infantil y Juvenil», también conocido por su sigla DASIJ. Este club nació con el objetivo de surtir jugadores al primer equipo de Deportes Aviación, club de la Fuerza Aérea de Chile, que en ese año competía en el Campeonato Regional Central. DASIJ se inscribió en la Asociación de fútbol de Concón, ya que en Quintero no existía competencia de cadetes.
Para fines de los años 1960 el club se vio en la necesidad de sumar divisiones adultas, por lo que cambió su nombre a Aviación B, y luego a Olímpico Porvenir. El crecimiento institucional llevó a que el club representara a la ciudad cuando surgió el campeonato de Tercera División en 1981, debido a lo cual cambió su denominación a Quintero Unido.

### Los años en el profesionalismo
En 1983 el equipo fue promovido a la Segunda División luego del Campeonato de Apertura de Tercera, al ser elegido por la Asociación Central de Fútbol por su estadio adecuado y recaudación suficiente, en conjunto con otros equipos como Curicó Unido y Deportes Victoria.
En el profesionalismo se mantendría hasta 1987. Hasta que vino la debacle de manera paulatina. El equipo descendió, volviendo no tan solo a Tercera División, sino que también bajó a Cuarta División. Entonces decidieron entrar en receso, pese a que poco antes se habían convertido en sociedad anónima.
El equipo decidió, desde ese entonces, jugar en su respectiva Asociación Regional, hasta el segundo semestre del año 2013, donde ingresa en calidad de invitado al Torneo de Clausura de la Tercera División B.

## Estadio
El club hace de local en el Estadio Municipal Raúl Vargas Verdejo, que se encuentra en Quintero, Región de Valparaíso. Este estadio cuenta con una capacidad para unas 2500 personas.
Para ocasiones puntuales, el estadio alternativo del club es el Estadio de Concón.

## Uniforme
- Uniforme titular: Camiseta celeste, pantalón negro y medias celestes.
- Uniforme alternativo: Camiseta negra, pantalón y medias negras.

### Indumentaria
| Período   | Proveedor |
| --------- | --------- |
| 2014      | Nike      |
| 2015      | Mitre     |
| 2016      | Nike      |
| 2017-2022 | Playmaker |
| 2024      | BYS       |

| Período   | Auspiciador            |
| --------- | ---------------------- |
| 2013      | Codelco Andina         |
| 2014-2015 | GNL Quintero           |
| 2016      | XXImo                  |
| 2018-2021 | FG21                   |
| 2022-2023 | Municipalidad Quintero |
| 2024      | Asimar                 |
| 2024      | Municipalidad Quintero |

## Datos del club
- Temporadas en Primera B: 5 (1983-1987).
- Temporadas en Tercera División A: 18 (1981-1982, 1988-1990, 1992-1997, 1999-2000, 2020-2023, 2025-).
- Temporadas en Tercera División B: 8 (2013-2019, 2024).

## Jugadores

### Altas 2024
| Jugador      | Posición | Procedencia  | Tipo |
| ------------ | -------- | ------------ | ---- |
| Bandera de ? |          | Bandera de ? |      |

### Bajas 2024
| Jugador      | Posición  | Destino         | Tipo |
| ------------ | --------- | --------------- | ---- |
| Alonso Lagos | Delantero | Concón National |      |
| Bandera de ? |           | Bandera de ?    |      |

## Palmarés

### Torneos locales
- Asociación Quintero (1): 1975.[4]

### Torneos nacionales
- Subcampeón de la Tercera División B de Chile (1): 2024